# Bourse de Zagreb
La Bourse de Zagreb (en croate : Zagrebačka burza ; en anglais : Zagreb Stock Exchange, ZSE) est une bourse qui opère à Zagreb, en Croatie. Les échanges se font sur des actions de firmes croates ainsi que sur des obligations et des effets de commerce. Les locaux de la bourse de Zagreb sont situés dans l'Eurotower, le plus haut gratte-ciel de Croatie.
La bourse a été établie en 1991. En mars 2007, elle absorbe la Bourse de Varaždin (VSE) pour former un marché unique croate. Au 11 avril 2008, elle intégrait 373 entreprises pour une capitalisation de 302,9 milliards de kunas (41,7 milliards d'euros).
La bourse publie les indices CROBEX pour les actions et CROBIS pour les obligations.